# Niklas Hedl
Niklas Hedl, född 17 mars 2001 i Wien, är en österrikisk fotbollsmålvakt som spelar för Rapid Wien och Österrikes herrlandslag i fotboll.